# Leichtathletik-Weltmeisterschaften 1995/Medaillenspiegel
Diese Tabelle zeigt den Medaillenspiegel der Leichtathletik-Weltmeisterschaften 1995 in Göteborg. Die Platzierungen sind nach der Anzahl der gewonnenen Goldmedaillen sortiert, gefolgt von der Anzahl der Silber- und Bronzemedaillen (lexikographische Ordnung). Weisen zwei oder mehr Länder eine identische Medaillenbilanz auf, werden sie alphabetisch geordnet auf dem gleichen Rang geführt.
| Medaillenspiegel Stand nach allen 44 Entscheidungen | Medaillenspiegel Stand nach allen 44 Entscheidungen | Medaillenspiegel Stand nach allen 44 Entscheidungen | Medaillenspiegel Stand nach allen 44 Entscheidungen | Medaillenspiegel Stand nach allen 44 Entscheidungen | Medaillenspiegel Stand nach allen 44 Entscheidungen |
| Platz                                               | Land                                                | Gold                                                | Silber                                              | Bronze                                              | Gesamt                                              |
| --------------------------------------------------- | --------------------------------------------------- | --------------------------------------------------- | --------------------------------------------------- | --------------------------------------------------- | --------------------------------------------------- |
| 1                                                   | Vereinigte Staaten                                  | 12                                                  | 2                                                   | 5                                                   | 19                                                  |
| 2                                                   | Belarus                                             | 2                                                   | 3                                                   | 2                                                   | 7                                                   |
| 3                                                   | Deutschland                                         | 2                                                   | 2                                                   | 2                                                   | 6                                                   |
| 3                                                   | Italien                                             | 2                                                   | 2                                                   | 2                                                   | 6                                                   |
| 5                                                   | Kuba                                                | 2                                                   | 2                                                   | –                                                   | 4                                                   |
| 6                                                   | Kenia                                               | 2                                                   | 1                                                   | 3                                                   | 6                                                   |
| 7                                                   | Kanada                                              | 2                                                   | 1                                                   | 1                                                   | 4                                                   |
| 7                                                   | Portugal                                            | 2                                                   | 1                                                   | 1                                                   | 4                                                   |
| 9                                                   | Ukraine                                             | 2                                                   | –                                                   | 1                                                   | 3                                                   |
| 10                                                  | Algerien                                            | 2                                                   | –                                                   | –                                                   | 2                                                   |
| 11                                                  | Russland                                            | 1                                                   | 4                                                   | 7                                                   | 12                                                  |
| 12                                                  | Jamaika                                             | 1                                                   | 4                                                   | 2                                                   | 7                                                   |
| 13                                                  | Großbritannien                                      | 1                                                   | 3                                                   | 1                                                   | 5                                                   |
| 14                                                  | Bulgarien                                           | 1                                                   | 1                                                   | 1                                                   | 3                                                   |
| 14                                                  | Finnland                                            | 1                                                   | 1                                                   | 1                                                   | 3                                                   |
| 16                                                  | Äthiopien                                           | 1                                                   | 1                                                   | –                                                   | 2                                                   |
| 16                                                  | Bahamas                                             | 1                                                   | 1                                                   | –                                                   | 2                                                   |
| 16                                                  | Spanien                                             | 1                                                   | 1                                                   | –                                                   | 2                                                   |
| 19                                                  | Frankreich                                          | 1                                                   | –                                                   | 2                                                   | 3                                                   |
| 20                                                  | Dänemark                                            | 1                                                   | –                                                   | –                                                   | 1                                                   |
| 20                                                  | Tschechien                                          | 1                                                   | –                                                   | –                                                   | 1                                                   |
| 20                                                  | Irland                                              | 1                                                   | –                                                   | –                                                   | 1                                                   |
| 20                                                  | Syrien                                              | 1                                                   | –                                                   | –                                                   | 1                                                   |
| 20                                                  | Tadschikistan                                       | 1                                                   | –                                                   | –                                                   | 1                                                   |
| 25                                                  | Marokko                                             | –                                                   | 3                                                   | 1                                                   | 4                                                   |
| 26                                                  | Rumänien                                            | –                                                   | 2                                                   | –                                                   | 2                                                   |
| 27                                                  | Australien                                          | –                                                   | 1                                                   | 1                                                   | 2                                                   |
| 27                                                  | Burundi                                             | –                                                   | 1                                                   | 1                                                   | 2                                                   |
| 29                                                  | Bermuda                                             | –                                                   | 1                                                   | –                                                   | 1                                                   |
| 29                                                  | Volksrepublik China                                 | –                                                   | 1                                                   | –                                                   | 1                                                   |
| 29                                                  | Kasachstan                                          | –                                                   | 1                                                   | –                                                   | 1                                                   |
| 29                                                  | Mexiko                                              | –                                                   | 1                                                   | –                                                   | 1                                                   |
| 29                                                  | Namibia                                             | –                                                   | 1                                                   | –                                                   | 1                                                   |
| 29                                                  | Sambia                                              | –                                                   | 1                                                   | –                                                   | 1                                                   |
| 29                                                  | Suriname                                            | –                                                   | 1                                                   | –                                                   | 1                                                   |
| 36                                                  | Polen                                               | –                                                   | –                                                   | 2                                                   | 2                                                   |
| 36                                                  | Ungarn                                              | –                                                   | –                                                   | 2                                                   | 2                                                   |
| 38                                                  | Brasilien                                           | –                                                   | –                                                   | 1                                                   | 1                                                   |
| 38                                                  | Dominica                                            | –                                                   | –                                                   | 1                                                   | 1                                                   |
| 38                                                  | Nigeria                                             | –                                                   | –                                                   | 1                                                   | 1                                                   |
| 38                                                  | Norwegen                                            | –                                                   | –                                                   | 1                                                   | 1                                                   |
| 38                                                  | Saudi-Arabien                                       | –                                                   | –                                                   | 1                                                   | 1                                                   |
| 38                                                  | Trinidad und Tobago                                 | –                                                   | –                                                   | 1                                                   | 1                                                   |